# 光黄素
光黄素（英語：Lumiflavin），分子式C13H12N4O2，是维生素B2光解之后产生的有毒产物.。